# 珍妃
珍妃（1876年2月27日—1900年8月15日），谥恪顺皇贵妃，他他拉氏，满洲镶红旗人。清朝光绪帝的嬪妃。光绪帝溫靖皇貴妃之胞妹。1889年入宮被封為珍嬪。
珍妃是光绪帝后宫中最受宠的嫔妃，但她於戊戌政變后被软禁，并在光绪二十六年（1900年）八国联军占领北京前夕逝世，一说是被慈禧太后强迫投入井中而死。

## 生平
光緒二年二月初三日出生，生母侍妾趙氏。
按照清代挑選八旗秀女的年屆來計算，本應在光緒二年、光緒五年、 光緒八年和光緒十一年挑選外八旗秀女，這四場外八旗選秀最終都沒有舉行，直到光緒十一年，宮內才傳出懿旨，要在光緒十二年舉行外八旗選秀。這場外八旗選秀持續到光緒十四年才正式結束，過程中進行了數次挑選。光緒十二年二月十九日，進行第一次挑選，備選秀女總共有九十三名，其中三十六名被記名，包括日後的孝定景皇后和瑾妃；同年八月二十一日，進行第二次挑選，記名秀女從三十六名減至十四名；光緒十三年二月十七日，進行第三次挑選，二十五名新及歲秀女中的十五名被記名，包括日後的珍妃；光緒十四年九月二十四日，之前被記名的二十九名秀女以及兩名地方官之女，進行挑選，最終有十五名秀女被記名；同年十月初五日，十五名記名秀女入宮，進行最終遴選。當日，副都統桂祥之二十一歲女葉赫那拉氏被指立為皇后，原任侍郎長敘之十五歲女他他喇氏被封為瑾嬪，而原任侍郎長敘之十三歲女他他喇氏則被封為珍嬪。
光緒十五年正月二十四日，壽西宮麗皇貴太妃位下官女子二名、壽三所玟貴妃位下官女子三名、壽三所璷妃位下官女子一名，被調配到景仁宮，預備服侍即將入宮的珍嬪；正月二十六日清晨，瑾嬪、珍嬪正式入宮；二月十八日，行瑾嬪、珍嬪冊封禮。
珍嬪入宮後多病。光緒十五年四月二十六日，珍嬪「肝經有熱，肺胃痰飲，挾以寒火郁遏」，以致「胸悶咳嗽，咯之不爽」，有學者認為她患有勞嗽之症，可能是因為被患有多系統結核病的光緒帝傳染所引致的，直至十二月十九日，珍嬪「瘟熱漸退，表凉漸解，身疼頭痛輕減，肝胃火郁未消」，但是仍然「時或薰蒸」，以致「咽喉腫，而嚥之作疼」，並且「胸滿懶食，腹膨作脹，榮分過期未行」。

### 得宠与获罪
光绪大婚之后，皇后逐渐失寵，而瑾妃性情忠厚，不懂巴结人，與皇后走得很近，似乎同病相憐，与光绪相处漠漠。
珍妃生性乖巧，頗有心思，善解人意，聰明才智；工翰墨擅奕棋，於是珍妃憑借才智，深受光绪皇帝寵愛，日侍皇帝左右，加之珍妃工翰墨、会下棋，与光緒皇帝共食饮、共玩乐，“德宗尤寵愛之”，而與隆裕皇后不甚親睦。
根據史料記載珍妃曾怀孕，但在1894年10月28日懷孕約三個月的時候，她和慈禧太后的關係變得更加惡化。慈禧明知珍妃已懷孕，卻還對珍妃罰以「褫衣廷杖」重刑，导致小产。后來珍妃又得了婦科病，再也没有怀孕。
珍妃入宫时，照片技術已傳入中国，但在当时相机被认为是污巧之物，会取人魂魄，致使人损寿；然而珍妃深受西洋之學影響，托人買來照相機，在景仁宮與養心殿拍照，成为清宫后妃中最早照相的嬪妃。
珍妃因年幼而最活泼，又聪明伶俐，思想较为开通，性格也很开朗。珍妃了解光緒皇帝沒有拍照過，所以在紫禁城為光緒皇帝拍照，但光緒帝之照片最後還是被慈禧所銷毀。
慈禧太后最初喜歡珍妃，認為珍妃聪明漂亮、乖巧伶俐、活潑機敏又知書達理，慈禧甚至經常要珍妃幫自己批閱奏章，而珍妃心靈手巧，為慈禧批答也百無一失。慈禧又听說珍妃寫了一手好字，写字画画的技艺提高得极快，挑剔的慈禧也常夸奖她，便常要她寫福、祿、壽、喜的擘窠大字，作為慈禧賞賜大臣的禮物。珍妃性喜丹青，又可兩手各執一枝筆，同時寫出娟秀的梅花篆字，慈禧還特地叫宮中的女畫師繆素筠教她繪畫花卉。
據傳，珍妃為了方便與光緒皇帝伴讀，會女扮男装，穿戴男子的冠服。
根據清朝制度，妃子例银每年300两，嫔为200两。根據珍妃開支檔案，於光绪二十三年及二十四年分別用银1,440两及1,012两，扣除例銀及賞銀，兩年各虧空670两左右。
對日甲午戰爭時，支持光緒皇帝的文廷式、志銳與對日持妥協態度的李鴻章極度不和；李鴻章授意心腹楊崇伊向慈禧参奏，誣陷珍妃干政與觊觎后位。 也因此文廷式被革職，志銳被貶為烏里雅蘇台参讚大臣。珍妃曾賣官胡思敬的《國聞備乘》記載：“魯伯陽進四萬金于珍妃，珍妃言于德宗，遂簡放上海道”。 慈禧曾当面拷问珍妃，并从其宮中搜获记有其卖官收入的帳本。
光緒二十年十月，珍妃所居的景仁宮的八品官職首領史志祿，因錯差務而被革職，發配吳甸五年；景仁宮太監高萬枝在外招搖、干預公事，考慮到其不法情節較重，而被處死。十月二十九日，慈禧太后頒懿旨，指出本朝家法嚴明，後宮妃嬪從不准干預朝政。瑾妃和珍妃從前賢良謹慎，所以被薦舉晉封為妃，但是她們「近來習尚浮華，屢有乞請之事」，於是貶瑾妃、珍妃為瑾貴人、珍貴人，以示薄懲。同日，珍貴人位下有兩位官女子退出宮。十一月初一日，慈禧太后下達兩道懿旨。第一道懿旨指出瑾貴人和珍貴人被恩准在上殿當差隨侍，但是要她們謹言慎行，改過自新。平日的裝飾和衣服都要按照宮內的規矩穿戴，所有使用的物件都不准違例。除了遇年節時，允許兩人照例向光緒帝呈遞食物以外，其餘時候都不能私自向光緒帝呈遞新巧稀奇的物件及穿戴等項。如果瑾貴人和珍貴人不遵守這些規則，一定會受到重責。第二道懿旨則指出皇后有統轄六宮之責。若妃嬪不遵家法，如在皇帝前干預國政、顛倒是非，皇后應嚴加訪查，從重懲辦，決不寬貸。
光緒二十一年十月十五日，慈禧太后頒懿旨：「加恩瑾貴人賞還瑾妃，珍貴人賞還珍妃」；同年十一月十二日，行瑾妃、珍妃冊封禮。
光緒二十二年七月十八日，珍妃位下有一名官女子因病退出宮，使珍妃身邊僅餘下五名官女子，此空缺直到光緒二十四年二月二十日才進行填補。
光緒二十四年，珍妃已經移居永和宮，與其姐瑾妃同居，同年十二月二十三日，永和宮珍妃位下有三位官女子（即蘇拉七十兒之女大妞、蘇拉常得之女大妞、蘇拉福壽之女二妞）同時「因病退出宮」，使珍妃身邊僅餘下三位官女子，之後再無填補此三人的空缺。

### 沉井与后事

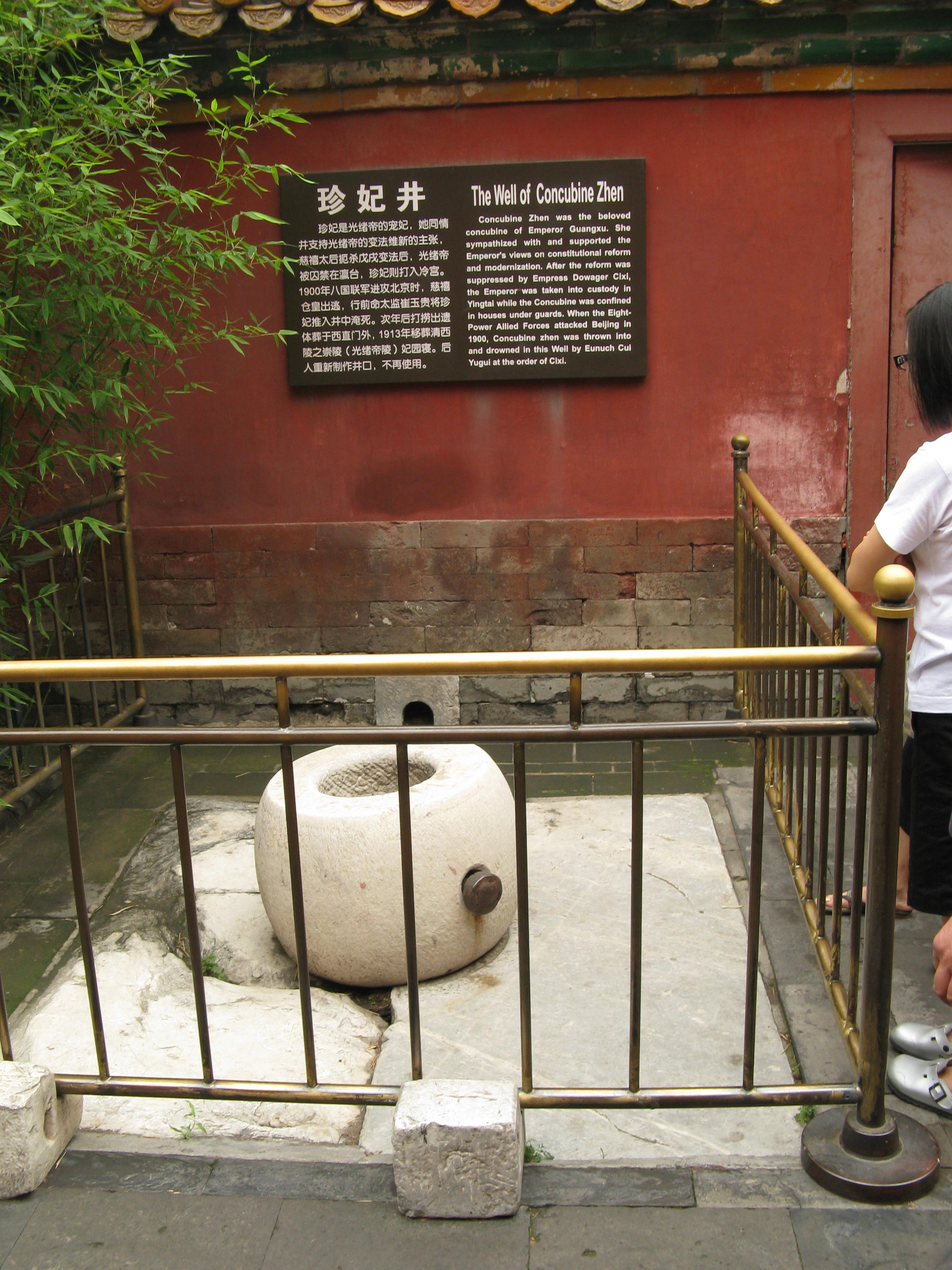
珍妃井

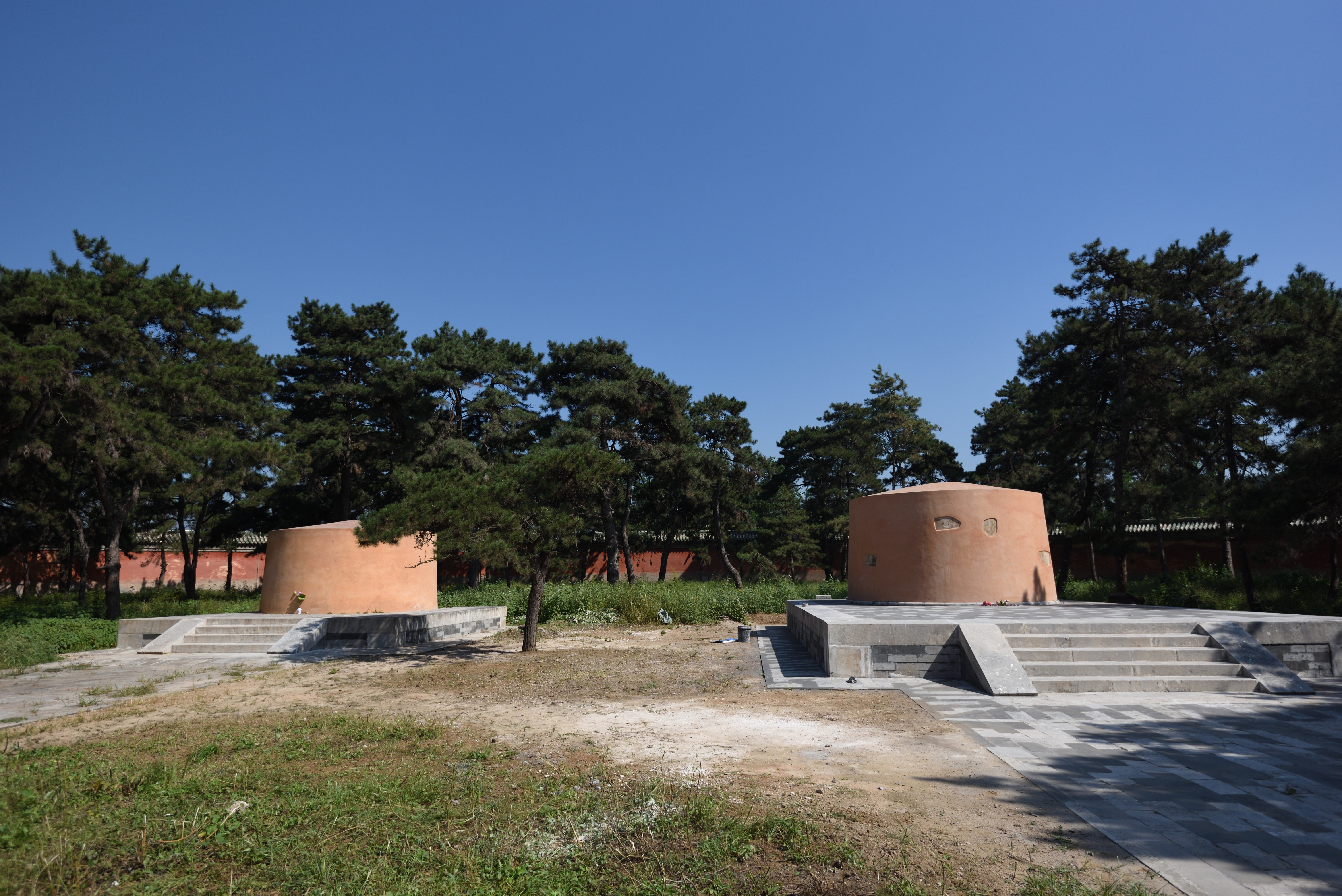
清崇陵妃园寝，右侧为珍妃墓

光緒二十六年（1900年）六月初六日，珍妃位下僅餘的三名官女子（即蘇拉林銑之女三妞、蘇拉廣連之女大妞、蘇拉長興之女二妞）被撥給永和宮瑾妃當差，使珍妃身邊沒有任何官女子服侍她。同年七月二十日，八國聯軍進攻北京。七月二十一日辰時，光绪帝、慈禧太后等人出宮避難，當時珍妃已經坠井身亡。
恽毓鼎在其《崇陵传信录》里这样写道——

七月二十日，英軍陷京師。翌日，聯軍繼之。兩宮黎明倉皇乘民車出德勝門。甫出門，白旗遍城上矣。太后御夏衣，挽便髻，上御青綢衫，皇后及大阿哥隨行，妃嬪罕從者。瀕行，太后命崔閹自三所出珍妃（三所在景遠門外），推墮井中。初，珍妃聰慧，得上心。幼時讀書家中，江西文廷式為之師，頗通文史。廷式以庚寅第三人及第，妃屢為上道之。甲午大考翰詹，上手廷式卷授閱卷大臣，拔置第一，擢侍讀學士，充日講官。廷侍感奮，驟言事。遼東敗聞亟，廷式合朝臣聯銜上疏，請起恭親王主軍國事。太后素不善恭王所為，上力請而用之。內監或構蜚語，譖妃干預外廷事，太后怒杖之，囚三所，僅通飲食。妃兄禮部侍郎志銳謫烏里雅蘇臺，上由是悒悒寡歡。聯軍入，日本軍護禁城，內廷晏然，乃出妃屍於井。淺葬京西田村。（朱學士祖謀、王給諫鵬遠賦《落葉詞》以紀其事。余亦賦詩云：「金井一葉墮，淒涼瑤殿旁。殘枝未零落，映日有輝光。溝水空流恨，霓裳與斷腸。何如澤畔草，猶得宿鴛鴦。」）
王照在其《方家园杂咏纪事》里如此写道——

外兵逼京，太后将奔。先命诸阉掷珍妃于井中。诸阉皆不敢行。二总管崔玉贵曰：都是松小子嗨。我去。于是玉贵拉珍妃赴井口。珍妃跪地，求一见老佛爷之面而死。玉贵曰：靡那些说的。一脚踢之入井。又下以石。辛丑回銮后，上始知之。惟悬妃之旧帐于密室，不时徘徊帐前饮泣而已。
光緒二十七年（1901年）七月初四日，珍妃安葬在恩濟莊過營地一座；十一月二十八日未時，光緒帝、慈禧太后等人回鑾至紫禁城；十一月二十九日，慈禧太后頒懿旨，指出「上年京師之變，倉猝之中，珍妃扈從不及，即於宮內殉難」，追贈珍妃為珍貴妃。同年十二月初三日，瑾妃位下的五名官女子，包括曾經服侍珍妃的三名官女子，被調配到鐘粹宮當差，服侍皇后。光绪二十八年正月初四日，一名剛從瑾妃處調配到鐘粹宮服侍皇后的官女子「失腳落井」去世；正月初九日，兩名曾經服侍過珍妃的鐘粹宮官女子（即蘇拉長興之女二妞、蘇拉廣連之女大妞）同時因笨退出宫；二月初十日，一名曾經服侍過珍妃的鐘粹宮官女子（即蘇拉林銑之女三妞）因笨退出宫，自此宮內再沒有服侍過珍妃的宮女。
民國二年（1913年）三月初二日巳時，珍貴妃金棺從恩濟莊塋地的地宮中起出；三月初三日辰時，珍貴妃金棺自恩濟莊奉移，運至西陵梁格莊行宮東院正殿暫安；十一月十三日，端康皇貴妃到梁格莊行宮，在光緒帝和孝定景皇后的梓宮前舉哀行禮，然後到珍貴妃金棺前奠酒；十一月十四日，端康皇貴妃到泰陵、昌陵、慕陵奠酒，然後到珍貴妃金棺前奠酒；十一月十六日，即光緒帝和孝定景皇后入葬崇陵當日，珍貴妃金棺於卯正三刻移出梁格莊行宮，並且在午正三刻到達崇陵妃園寢，安奉在蘆殿內，端康皇貴妃到珍貴妃金棺前奠酒，同日申時，珍貴妃金棺奉安在崇陵妃園寢的西寶圈。
民國十年（1921年）三月，追封珍貴妃為恪順皇貴妃。

#### 相片争议

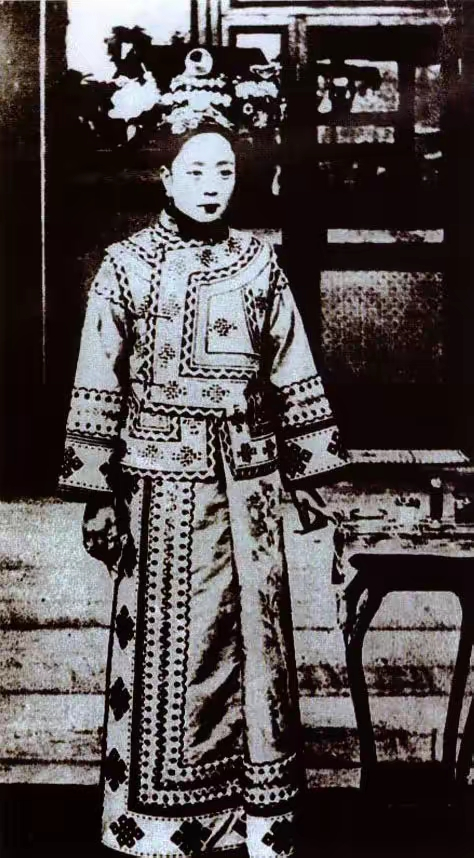
1930年《故宫周刊》所发表的“珍妃”照片，实际为婉容的祖母

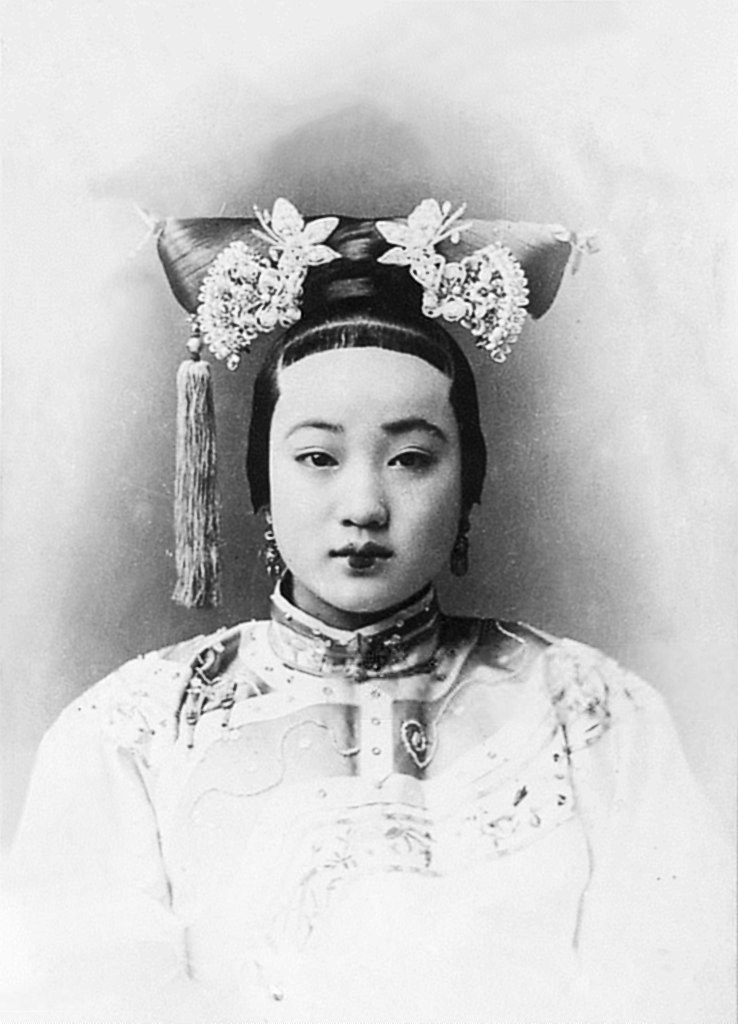
名妓黄云仙照片，曾长期被误认为珍妃肖像

与丈夫光绪帝类似，关于她的相片亦有争议。故宫博物院在1930年、1960年分别公布过两张珍妃相片，照片中女子相貌相差甚远。1930年在《故宫周刊》“珍妃专号”发布珍妃照片。转述75岁的刘姓宫女回忆，称此照片为光绪二十一、二十二年（1895年、1896年）在南海拍摄。前清宫太监禁唐冠卿、陈紫田认为并非珍妃。2013年，第一张“珍妃”照片的女子后代公开家族照片，最终确定她为婉容的祖母。
1960年《故宫博物院院刊》刊出第二张珍妃照片，照片上半部有“贞贵妃肖像”五个字。经两位前清太监指认为珍妃。1990年代，故宫博物院出版的《故宫旧藏人物照片集》（1990年）和《故宫珍藏人物照片荟萃》（1994年）展示没有“贞贵妃肖像”五字的珍妃照片版本。
2021年3月，历史影像学者徐家宁在成都讲座中谈及此照片。他指原版照片上的“贞贵妃肖像”五个字通常是暗房合成，说明照片底片采用明胶银盐纸基工艺处理。这种工艺直到1910年代末才开始在中国流行。他亦指珍妃额前极短的刘海，是1900年代从娼妓传出的一种时髦发型——“满天星”。
1910年出版的画册《海上惊鸿影》已经收录了1960年版的珍妃照片。事实上，这张照片上的人物是北京名妓黄云仙，她后来又改花名为“湘云”。有关黄云仙人生的记载极少，一说于1918年时赎身为民。现今不能断言珍妃是否有留存于世的照片。

## 家庭
- 祖先額爾古岱
  - 天祖父五達色，天祖母伊爾根覺羅氏
    - 高祖父全保，高祖母李佳氏
      - 曾祖父薩郎阿，曾祖母李氏
        - 祖父裕泰，祖母瓜爾佳氏，三女嫁博爾濟吉特恭鏜，婉容嫡母博爾濟吉特氏之親祖父母
          - 父長敘，元配愛新覺羅寶興之女，繼配惠親王愛新覺羅綿愉之女(嘉慶帝孫女)，三配愛新覺羅載齡之嫡女(載齡即康熙帝和榮妃馬佳氏之子允祉五世孫，載齡元配為道光帝孝靜成皇后博爾濟吉特氏姐妹，此愛新覺羅氏是孝靜成皇后的外甥女，她可能生有一女嫁回愛新覺羅宗室)，生母妾趙氏
            - 弟志錡
              - 姪女唐怡瑩，溥傑原配。

            - 姐瑾妃

## 文藝作品
| 作品                   | 演員                                 |
| ---------------------- | ------------------------------------ |
| 粵劇《光緒皇夜祭珍妃》 | 主演：梁無相、余麗珍                 |
| 粵劇《清宮恨史》       | 主演：薛覺先、紅線女、馬師曾、鳳凰女 |
| 京剧《珍妃》           | 主演：張君秋、刘雪涛                 |

| 作品               | 作家             |
| ------------------ | ---------------- |
| 小说《千古絕戀》   | 楊力             |
| 小说《》（珍妃井） | 日本作家浅田次郎 |

## 影视形象
| 年份   | 影視作品       | 制作單位                             | 飾演珍妃的演員 |
| ------ | -------------- | ------------------------------------ | -------------- |
| 1948年 | 清宮秘史       | 香港永華影業公司                     | 周璇           |
| 1964年 | 西太后與珍妃   | 電影懋業有限公司                     | 張美瑤         |
| 1970年 | 清宮殘夢       | 台灣電視公司                         | 李璇           |
| 1975年 | 清宮殘夢       | 電視廣播有限公司                     | 汪明荃         |
| 1975年 | 傾國傾城       | 邵氏兄弟                             | 蕭瑤           |
| 1976年 | 瀛台泣血       | 邵氏兄弟                             | 蕭瑤           |
| 1981年 | 光緒帝與珍妃   | 台灣電視公司                         | 許秀年         |
| 1987年 | 滿清十三皇朝   | 亚洲电视                             | 戚美珍         |
| 1989年 | 夜盜珍妃墓     | 天山电影制片厂、澳門蔡氏兄弟影視公司 | 黎静           |
| 1991年 | 賽金花         | 台灣電視公司                         | 劉淑儀         |
| 1993年 | 戲說慈禧       | 中國電視公司                         | 況明潔         |
| 1995年 | 慈禧西行       | 優酷網                               | 陳穎映         |
| 1997年 | 日落紫禁城     | 中國國際電視總公司                   | 蔣雯麗         |
| 1998年 | 戊戌風雲       | 北京電視台                           | 江珊           |
| 1998年 | 歡喜遊龍       | 中華電視公司                         | 楊潔玫         |
| 2003年 | 走向共和       | 中國中央電視台                       | 阿斯茹         |
| 2006年 | 庚子風雲       | 江蘇天地縱橫影視                     | 張瑞希         |
| 2010年 | 蒼穹之昴       | NHK、北京電視台                      | 张檬           |
| 2010年 | 欢喜婆婆俏媳妇 | 江蘇衛視、樂視網、有線娛樂新聞台     | 周牧茵         |
| 2013年 | 十三格格新传   | 南京影視頻道                         | 包文婧         |
| 2016年 | 末代御醫       | 電視廣播有限公司                     | 朱晨麗         |

## 延伸阅读
[在维基数据编辑]
 《清史稿/卷214》，出自趙爾巽《清史稿》
 在维基共享资源阅览影像